# Hyundai Group
Hyundai Group é um conglomerado industrial sul-coreano sediada em Seul, que atua em diversos ramos da economia.

## História
A primeira empresa do grupo foi criada em 1947. 

## Subsidiarias
- Hyundai Elevator
- Hyundai Asan
- Hyundai Research Institute
- Hyundai Movex
- Able Hyundai Hotel & Resort
- Hyundai Global